# Rayden
David Martínez Álvarez (Alcalá de Henares, 1985) més conegut com a Rayden, és un cantant de rap, conegut per formar part del grup A3Bandas.

## Biografia
Rayden va començar en el rap en el 2001 amb el grup Assamitas, format per ell, Chakal i DJ Mesh. El 2003 va començar a gravar la seva primera maqueta: Técnicas de atake, i és quan va començar a fer concerts.
El grup va passar a dir-se A3Bandas en el 2004 i es van donar a conèixer per les seves victòries en diferents competicions. També van gravar la seva segona maqueta amb el nom de No hay símil.
El 2006 el grup van gravar la seva última maqueta: Zigurat.
El mateix 2006 va ser campió mundial de la Red Bull Batalla de los Gallos de l'any 2006.
El 2008 es va editar el seu primer LP, Galería de héroes (amb BOA Music) i va actuar com a jurat en la semifinal de Madrid, la Final Nacional el 2008 i també el 2009. També va ser jurat a la Final Internacional de 2013 de la Red Bull Batalla de los Gallos.
Al 2010 va publicar el seu primer LP en solitari, titulat Estaba escrito, on col·laboren Nach, Hermano L, McKlopedia, Seih, Isaac de Bajo Mínimos, Ingrid i Lumier
A mitjans del 2011 va publicar un single, Si vas per destinar els beneficis a Lorca (Murica) pels arregar els desastre que havia cerat el terratrèmol.
Al novembre de 2012 edita el seu segon LP en solitari amb el nom de Mosaico i amb col·laboracions com El Artefuckto, Aniki, Zeidah, El Chojin, Res Non Verba, Sharif, Swan Fyahbwoy, Iván Asencio i Hidra.
Al 2013 va ser jurat a la Final Internacional de la Red Bull Batalla de los Gallos.
Al novembre de 2014 va publicar En alma y hueso (BOA Music), el seu tercer àlbum en solitari que va estar 11 setmanes en la llista dels discos més venuts d'Espanya. Aquest conta amb la col·laboració de Leiva, Vaho, Rozalén, Nach, Mäbu, Marwan, Diego Ojeda, Pseudónimo, Momo, Bman Zerowan o Bely Basarte.
Aquest mateix any publica el seu primer llibre: Herido diari, editat per Frida, llibre que es va convertir en el llibre més venut de la Casa del Llibre en tot Espanya.
Al maig de 2015 va ser nomitar als Premis de la Música Independiente. Va rebre els premis al millor videoclip amb Matemática de la carne, dirigit per Ingenia Pro i al millor artista Radio 3 per la seva aportació a la música independent. També va ser nominat als MTV EMA al setembre del mateix any com a millor artista espanyol.
El 31 de març del 2016 publica el seu segon poemari amb el nom de TErminAMOs y otros poemas sin terminar, editat per Planeta-Espasa. Aquest segon poemari conta amb el pròleg escrit per Risto Mejide, l'epíleg d'Irene G Punto i les il·lustracions de Maria Cabañas (de Customizarte)
Publicà un nou disc en el 2017 amb el nom d'Antónimo, el 2019 presentà el seu nou disc: Sinónimo i el 2021 el disc Homónimo.

## Discografia

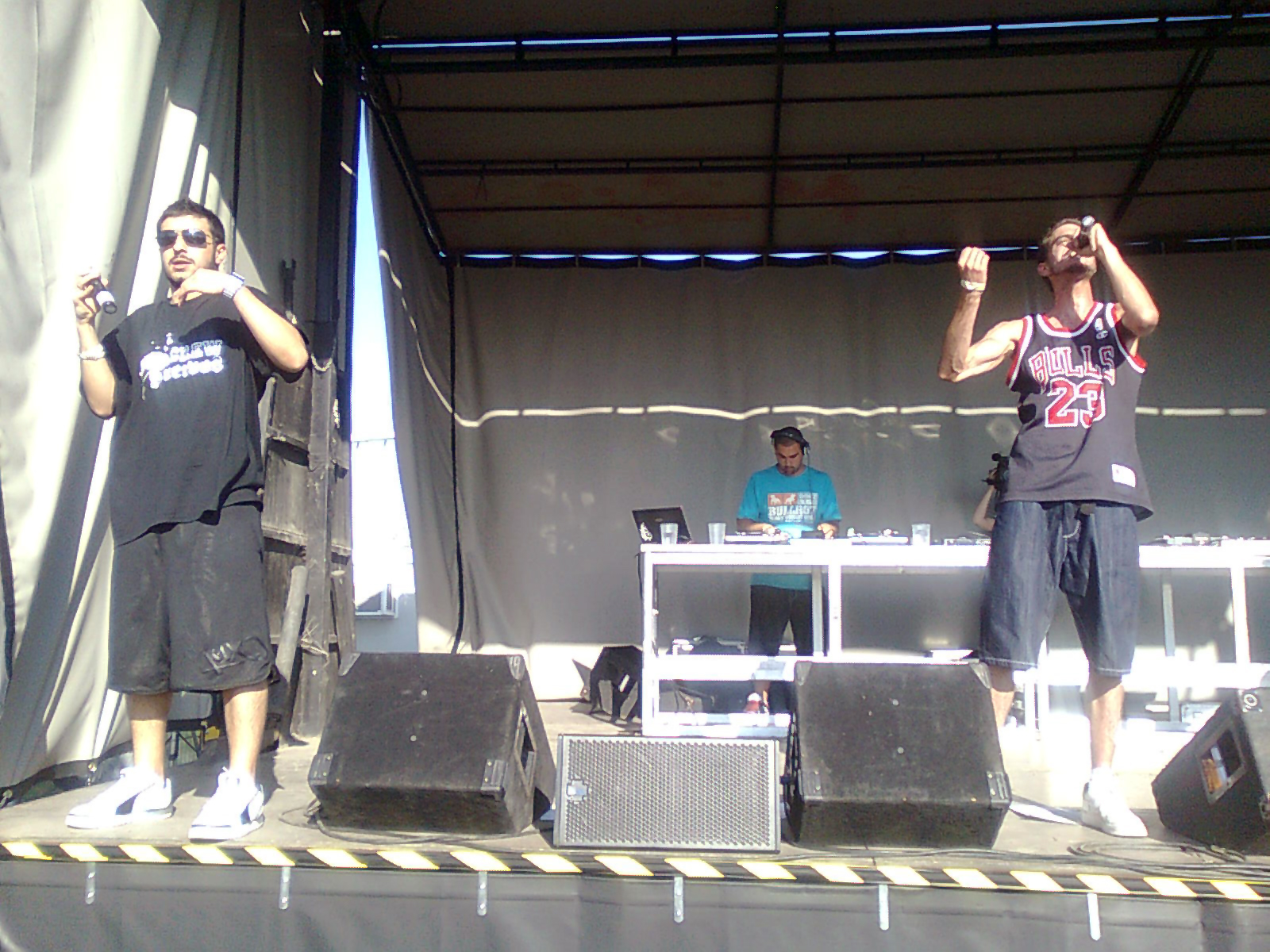
Rayden a un concert amb A3Bandas

### Amb A3Bandas
- No hay símil (Independient, 2004)
- Zigurat (Independient, 2006)
- El cuarto de las ratas (Boa Music, 2007)
- Galería de heroes (Boa Music, 2008)

### Amb Crew Cuervos
- Crew Cuervos (Zona Bruta, 2009)
- Carrie (2010)

### En solitari
- Estaba escrito (Boa Music, 2010)
- Mosaico (Boa Music,2012)
- En Alma y Hueso (Boa Music, 2014)
- Antónimo (Warner Music Spain, 2017)
- Sinónimo (2019)